# Acalolepta proxima
Acalolepta proxima là một loài bọ cánh cứng trong họ Cerambycidae.